# Southern Highlands (Nowa Południowa Walia)
Southern Highlands – region w Australii, w stanie Nowa Południowa Walia. Według danych z 2016 roku w regionie mieszkały 147 363 osoby, z czego 48,9% stanowili mężczyźni, natomiast 51,1% kobiety.

## Miejscowości
- Mittagong
- Bowral
- Moss Vale
- Bundanoon
- Robertson

## Atrakcje
- Morton National Park